# Sergio Gaete
Sergio Carlos Gaete Rojas (Santiago, 9 de septiembre de 1939 - Santiago, 21 de diciembre de 2005), fue un abogado, académico, y político chileno de derecha, ministro de Estado del general Augusto Pinochet.

## Primeros años de vida
Realizó sus estudios primarios en el Colegio Cardenal Newman y la educación media en el Saint George's College de la capital chilena. Posteriormente estudió derecho en la Pontificia Universidad Católica, casa de estudios de la que se tituló en 1964 con la tesis La comunicabilidad en torno a los elementos del delito.
Contrajo matrimonio en 1963 con Carmen Street Ferrier, con quien tuvo tres hijos, María Consuelo, Sergio Guillermo y María José.

## Vida pública
En los años sesenta fue procurador del Consejo de Defensa del Estado. Ya durante la dictadura militar fue integrante de la Cuarta Comisión Legislativa y de la Comisión de Estudio de las Leyes Orgánicas Constitucionales.
En 1985 fue llamado por Pinochet para servir como ministro de Educación, cargo que ejerció hasta 1987. En dicho periodo se avanzó en el proceso de municipalización y se firmó un proyecto de Estatuto Docente.
Tras dejar el gabinete fue nombrado embajador en Argentina, donde permaneció hasta el fin de dicha administración.
Desarrolló una intensa actividad académica en las universidades Católica y Bernardo O'Higgins.